# Fraccionamiento Media Luna
Fraccionamiento Media Luna är en ort i Mexiko.   Den ligger i kommunen San Salvador och delstaten Hidalgo, i den sydöstra delen av landet, 100 km norr om huvudstaden Mexico City. Fraccionamiento Media Luna ligger 1 955 meter över havet och antalet invånare är 243.
Terrängen runt Fraccionamiento Media Luna är platt österut, men västerut är den kuperad. Runt Fraccionamiento Media Luna är det ganska tätbefolkat, med 120 invånare per kvadratkilometer. Närmaste större samhälle är San Salvador, 1,1 km nordost om Fraccionamiento Media Luna. Omgivningarna runt Fraccionamiento Media Luna är en mosaik av jordbruksmark och naturlig växtlighet.